# Mariana Klaveno

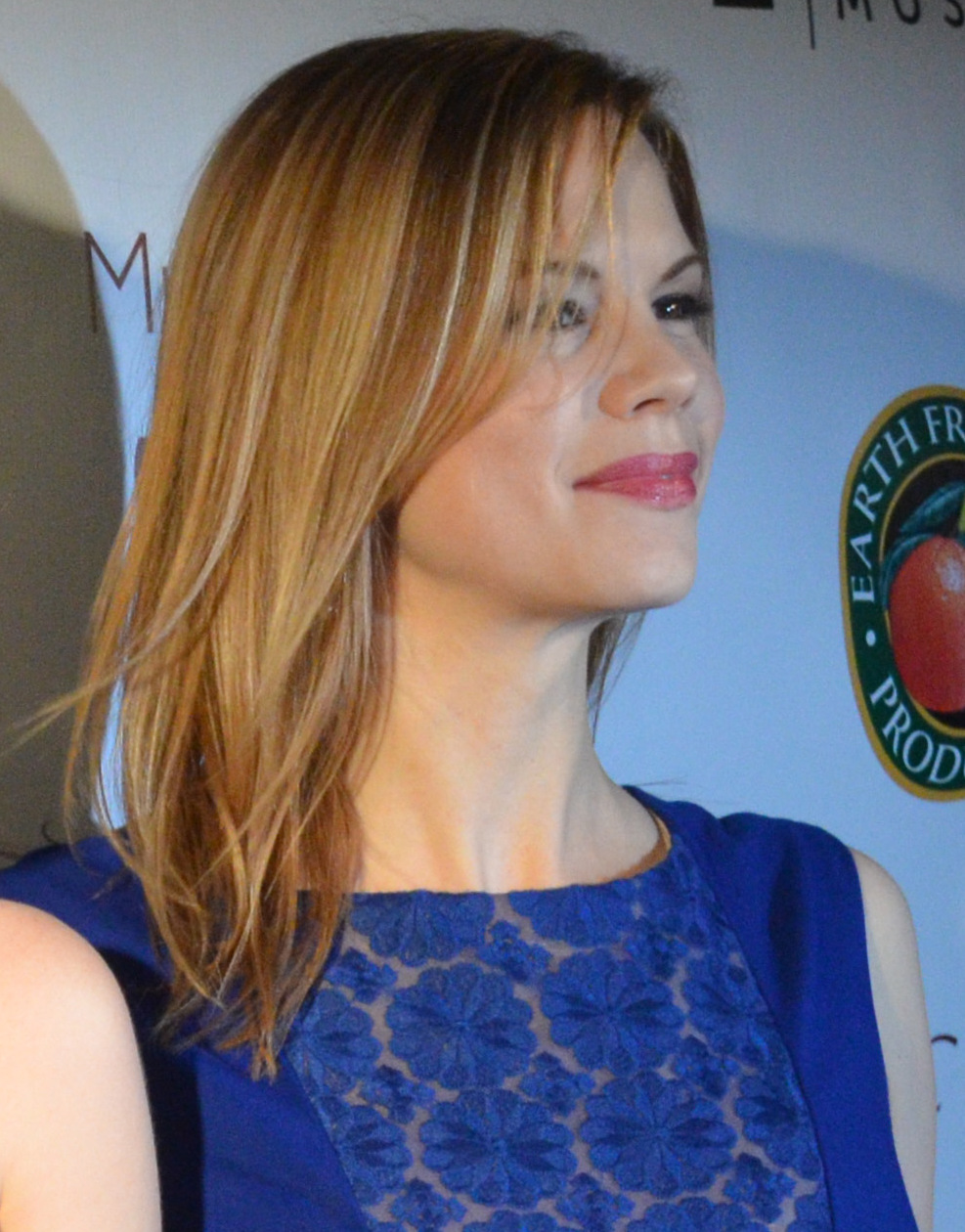
Mariana Klaveno (2013)

Mariana Klaveno (* 25. Oktober 1979 in Endicott, Washington) ist eine US-amerikanische Schauspielerin, vor allem bekannt für ihre Rolle der Lorena Krasiki in der Fernsehserie True Blood.

## Leben
Klaveno wuchs auf einem Bauernhof im Bundesstaat Washington auf, ging später auf das College in Seattle. Ihr Schauspieldebüt gab Klaveno 2004 in einer Nebenrolle im Film Gamebox 1.0. Es folgten Gastauftritte in mehreren Fernsehserien, darunter Alias – Die Agentin, In Justice und Standoff. 2007 spielte sie im Film The Sitter – Das Kindermädchen die Hauptrolle des psychopathischen Kindermädchens Abby Reed.
2008 bekam sie ihre bis dato wohl bekannteste Rolle in der Fernsehserie True Blood, wo sie bis zur dritten Staffel die Vampirin Lorena Krasiki verkörperte. Zusammen mit weiteren Darstellern der Serie gewann sie 2009 den Satellite Award in der Kategorie Best Ensemble, Television und wurde 2010 für den Screen Actors Guild Award in der Kategorie Bestes Schauspielensemble in einer Fernsehserie – Drama nominiert.

## Filmografie (Auswahl)
- 2004: Gamebox 1.0
- 2005: Alias – Die Agentin (Alias, Fernsehserie, Folge 4x17)
- 2006: In Justice (Fernsehserie, Folge 1x03)
- 2006: Standoff (Fernsehserie, Folge 1x04)
- 2007: First Period (Kurzfilm)
- 2007: The Sitter – Das Kindermädchen (While the Children Sleep)
- 2007: K-Ville (Fernsehserie, Folge 1x02)
- 2008: Emergency Room – Die Notaufnahme (ER, Fernsehserie, Folge 14x17)
- 2008–2010, 2012: True Blood (Fernsehserie, 13 Folgen)
- 2011: Der letzte Beweis (Innocent)
- 2011: Hawaii Five-0 (Fernsehserie, Folge 1x16)
- 2011: Criminal Minds: Team Red (Criminal Minds: Suspect Behavior, Fernsehserie, Folge 1x10)
- 2011: Dexter (Fernsehserie, Folgen 6x05–6x06)
- 2012: Undercovers (Fernsehserie, Folge 1x12)
- 2013: No God, No Master
- 2013–2014: Devious Maids – Schmutzige Geheimnisse (Devious Maids, Fernsehserie, 15 Folgen)
- 2014–2015: Stalker (Fernsehserie)
- 2017: Vendetta – Alles was ihm blieb war Rache (Aftermath)
- 2021: Navy CIS (Fernsehserie, Folge 18×03)
- 2022–2023: Superman & Lois (Fernsehserie, 8 Folgen)